# Siffleur de Bornéo
Pachycephala hypoxantha
Espèce
Statut de conservation UICN

 LC  : Préoccupation mineure
Le Siffleur de Bornéo (Pachycephala hypoxantha) est une espèce de passereaux de la famille des Pachycephalidae. 

## Répartition
Cet oiseau vit en Asie du sud-est.